# Cronologia do espiritismo
Este verbete é um índice cronológico de alguns dos principais fatos da pré-história e da história do Espiritismo, abrangendo acontecimentos desdê o Século XVI - passando pelo surgimento do Espiritismo em 1857 com o lançamento de O Livro dos Espíritos - até o final do Século XX.

## Século XVI
- 1527 - Nascimento de John Dee
- 1575 - Nascimento de Jakob Böhme

## Século XVII
- 1688 - Nascimento de Emanuel Swedenborg[1]

## Século XVIII
- 1734 - Nascimento de Franz Anton Mesmer
- 1746 - Nascimento do Abade Faria
- 1751 - Nascimento de Armand-Marie-Jacques de Chastenet, marquês de Puységur
- 1792 - Nascimento de Edward Irving

## Século XIX
- 1804 - Nascimento de Hippolyte Léon Denizard Rivail (Allan Kardec)
- 1806 - Nascimento de Jean-Baptiste Roustaing
- 1820 - Nascimento de Émilie Collignon
- 1826 - Nascimento de Andrew Jackson Davis
- 1830 - Publicação da obra espiritualista: "Die Seherin von Prevorst, Eröffnungen über das innere Leben des Menschen und über das Hineinragen einer Geisterwelt in die unsere",[2] do Dr. Justinus Kerner
- 1831 - Nascimento de Bezerra de Menezes
- 1832 - Nascimento de Alexandre Aksakof
- 1832 - Nascimento de Sir William Crookes
- 1833 - Nascimento de Daniel Dunglas Home
- 1834 - Nascimento de Johann Karl Friedrich Zöllner
- 1837 - Nascimento de Albert de Rochas
- 1838 - Nascimento de Charles Foster
- 1839 - Nascimento de William Staiton Moses
- 1843 - Nascimento do Dr. Sousa Martins
- 1846 - Nascimento de Léon Denis
- 1846 - Manifestação de Buffalo (Irmãos Davenport)

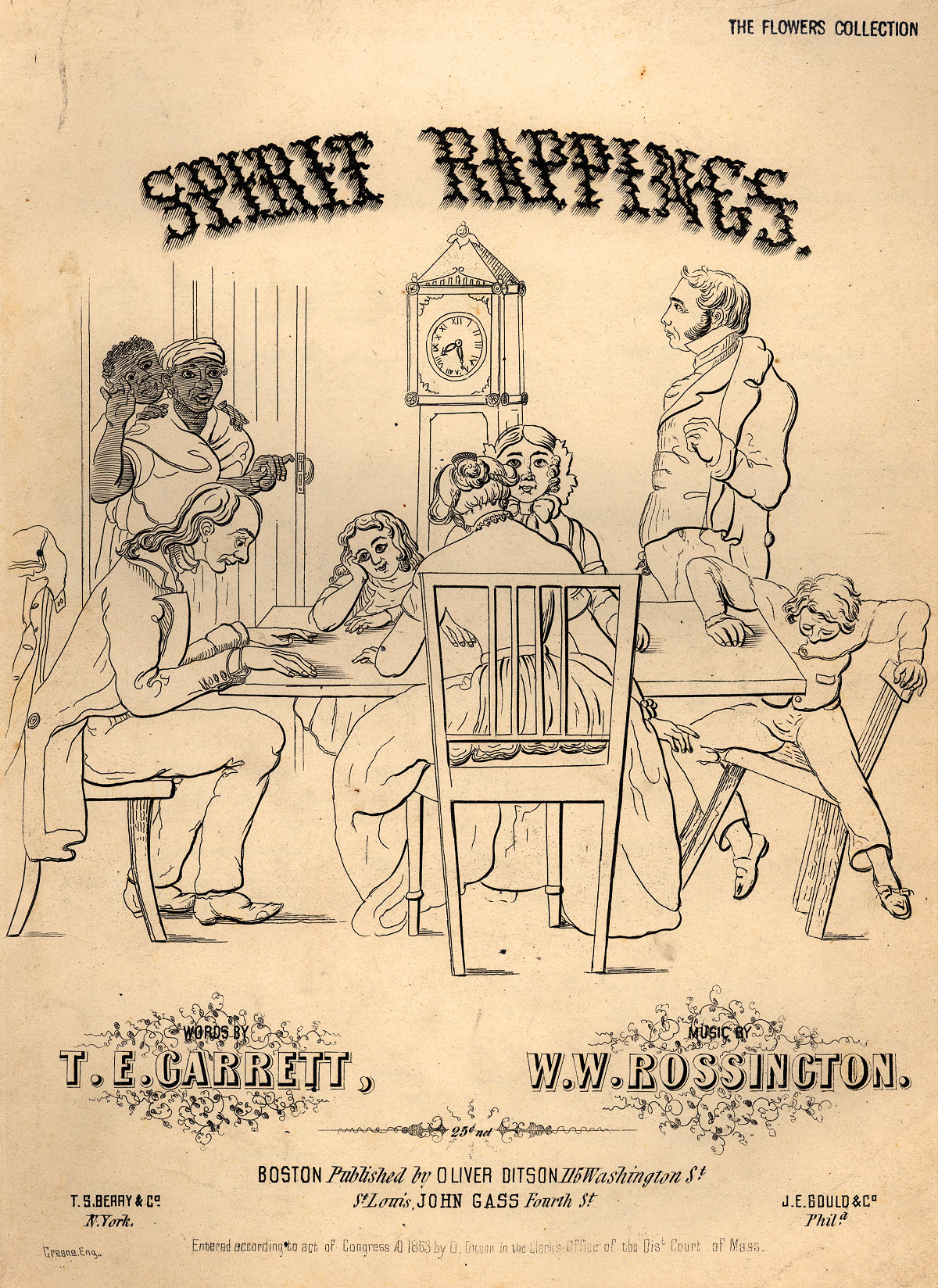
Ilustração alusiva a uma sessão mediúnica familiar na capa de uma partitura de música (Boston, 1853).

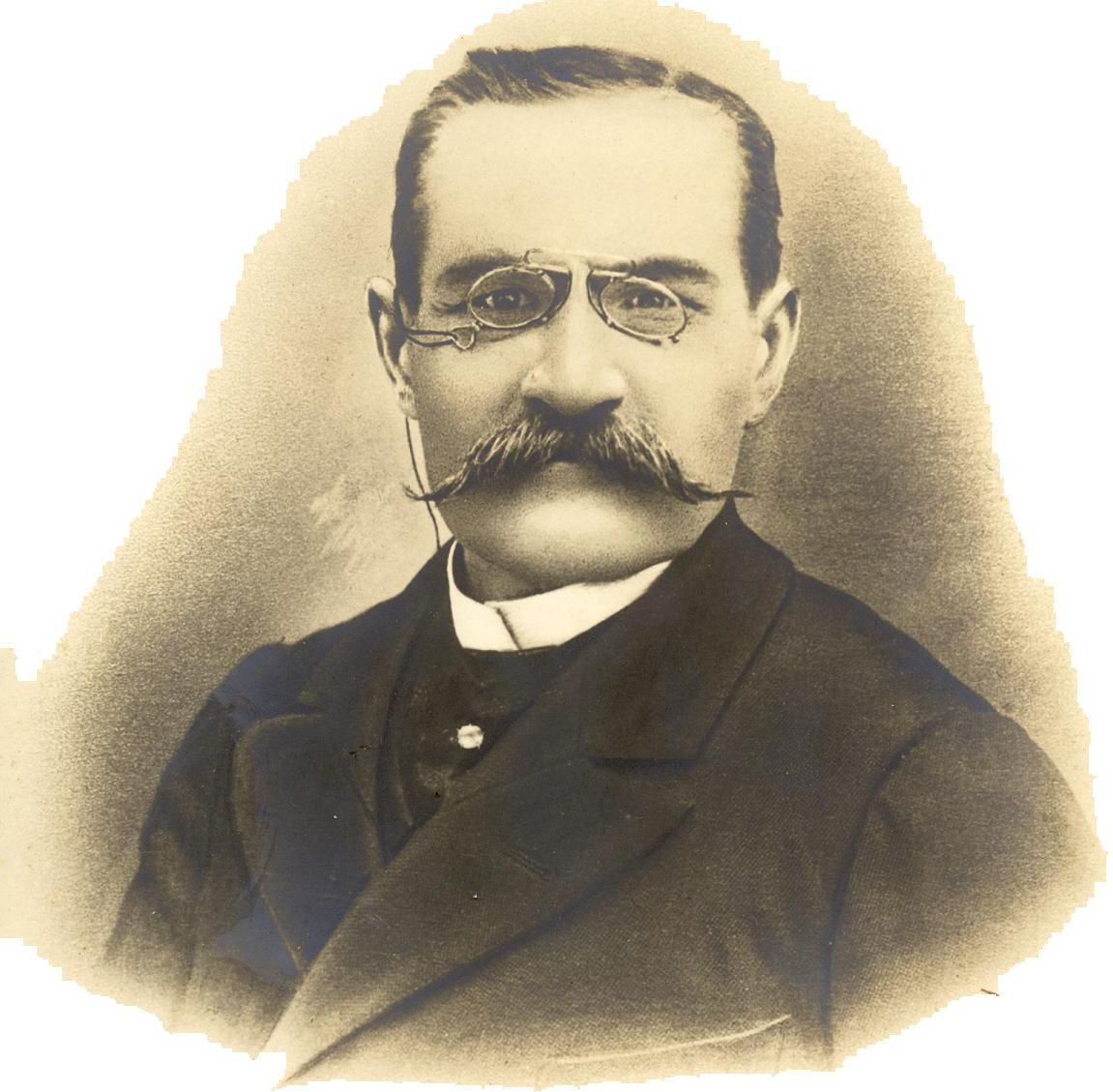
O filósofo Léon Denis (Foug, 1870).

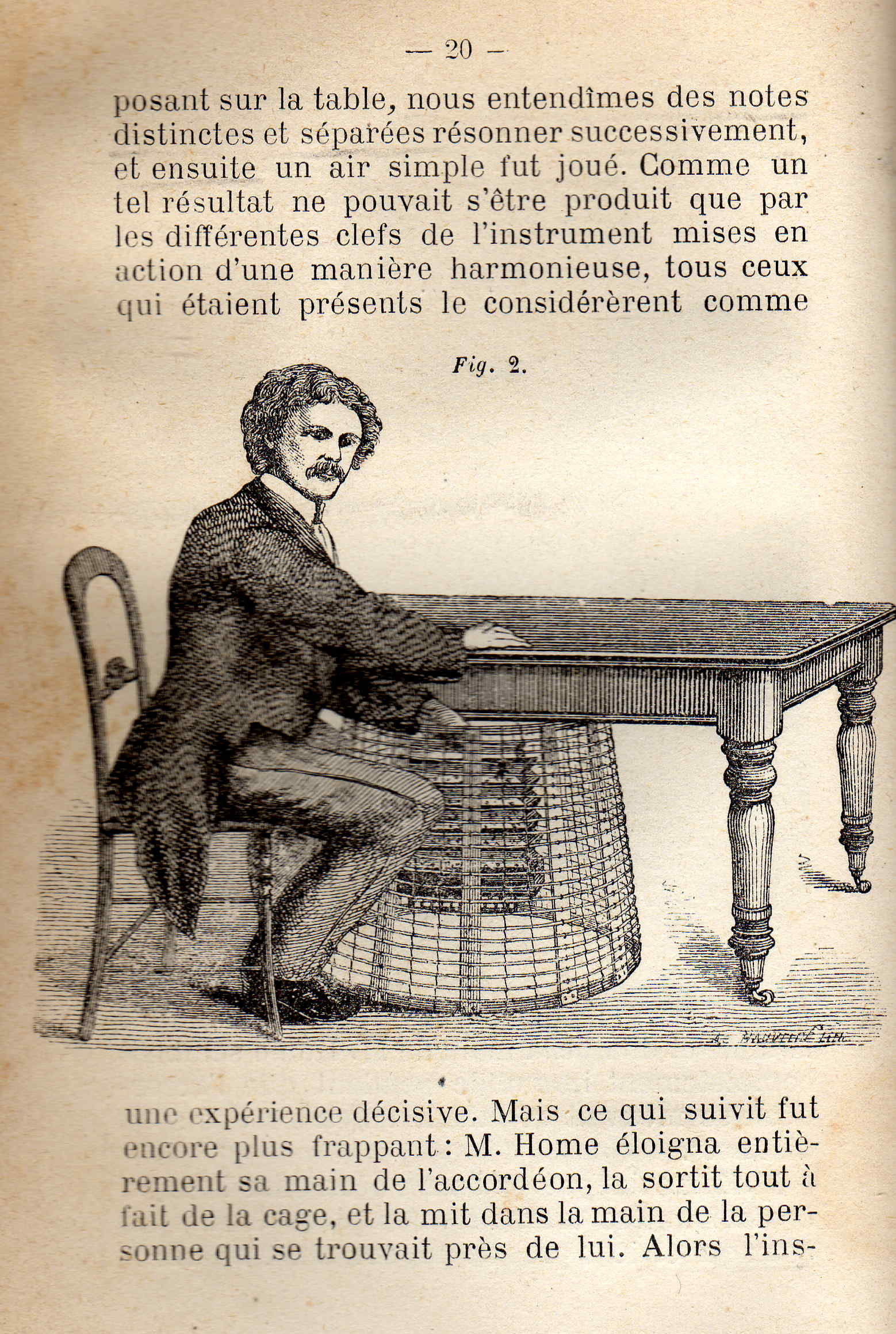
Um dos experimentos de Sir William Crookes pelo qual Daniel D. Home mostrava sua mediunidade (c. 1870).

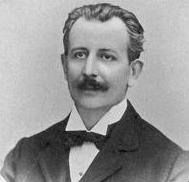
Gabriel Delanne.

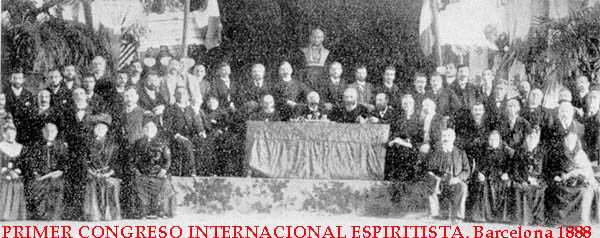
I Congresso Internacional Espiritista (Barcelona, 1888).

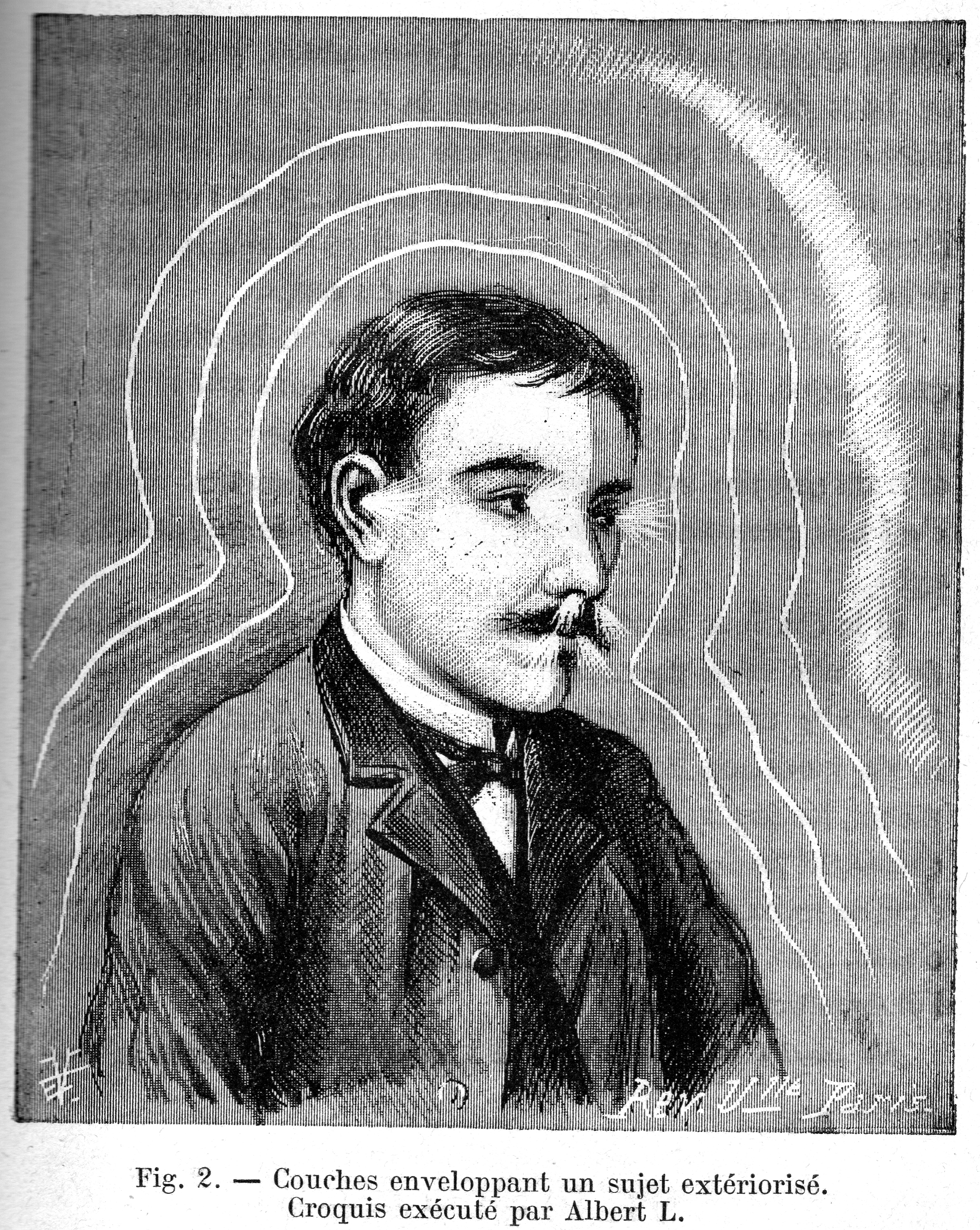
"Croquis" de um médium: gravura da obra "Extériorisation de la sensibilité" de Albert de Rochas (Paris, 1899)

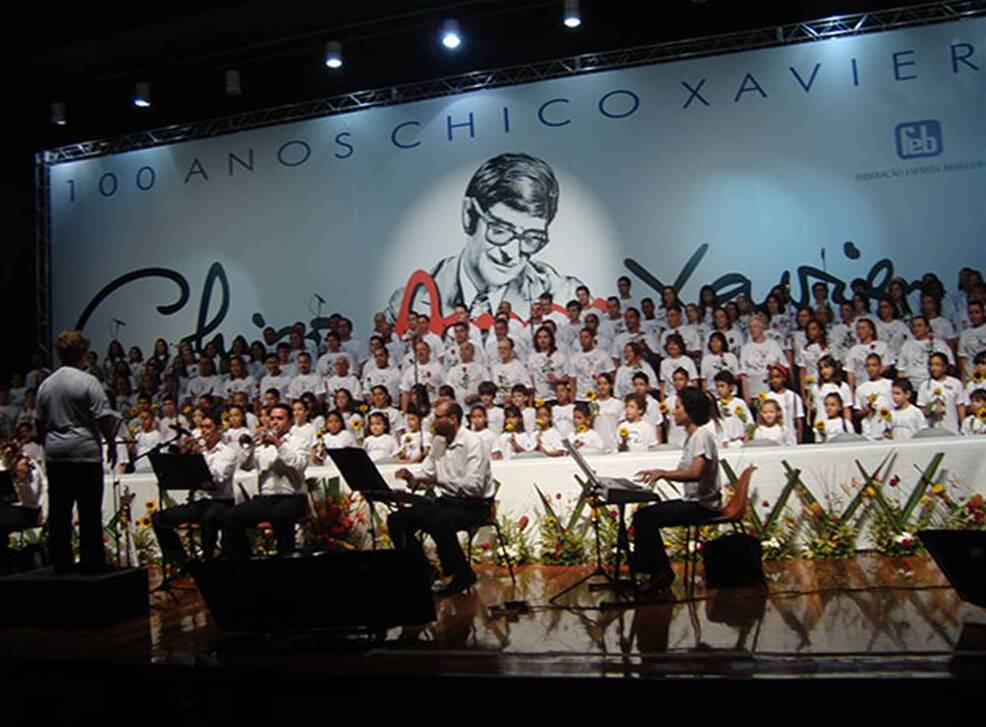
O 3º Congresso Espírita Brasileiro teve como tema central "Chico Xavier: Mediunidade e Caridade com Jesus e Kardec" (Brasília, 2010).

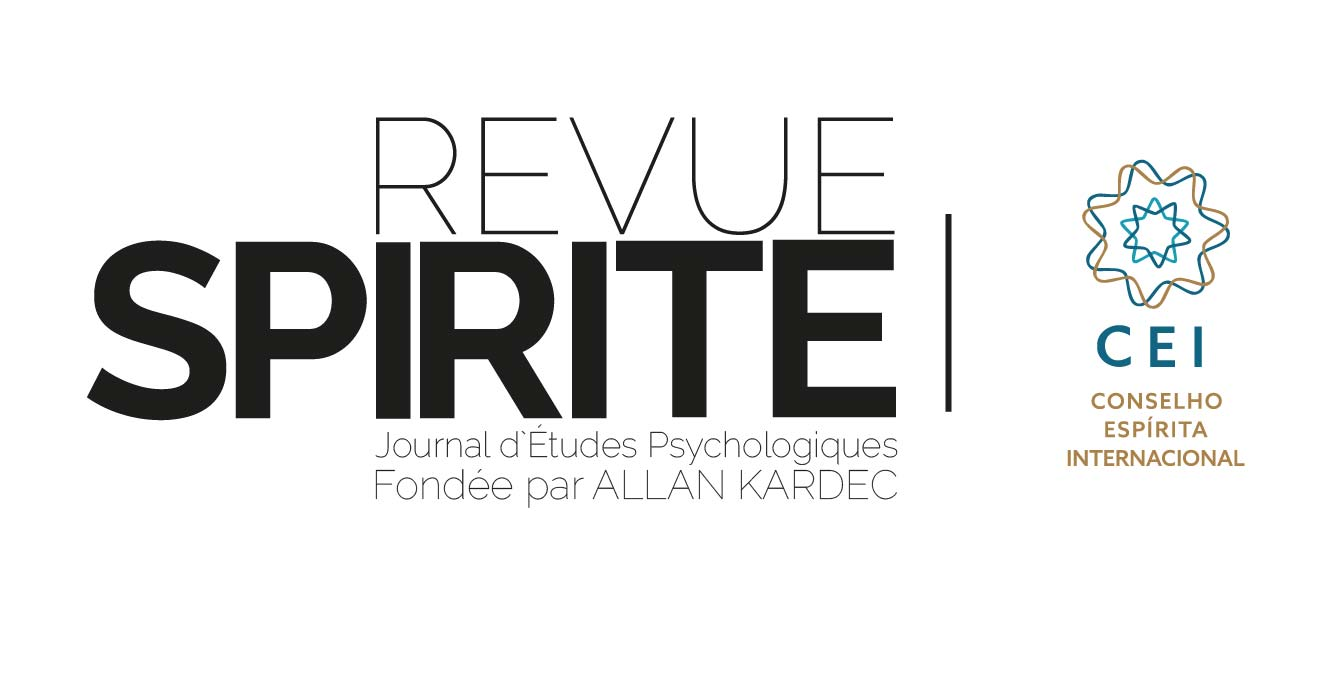
Logomarca atual da La Revue Spirite.

- 1847 - Primeira reunião espírita em Manchester, nos Estados Unidos
- 1848 - Manifestação de Hydesville (Irmãs Fox)
- 1850 - Manifestação, nos EUA, da mediunidade de efeito físicos de Daniel Dunglas Home
- 1853 - Manifestação de Bergzabern, na Baviera (Filipina Sanger)
- 1853 (c.) - M. Planchette terá criado o tabuleiro Ouija[3][4].
- 1853 - Na França, o professor Rivail inicia a observação do fenómeno das "mesas girantes"
- 1854 (31 de Janeiro) - Nascimento de Eusápia Paladino
- 1854 (10 de Junho) - Fundação, em Nova Iorque, do periódico "The Christian Spiritualist"
- 1855 - Nascimento de Elizabeth d'Espérance (Mme. d'Espérance)
- 1855 - Nascimento de Jean Meyer
- 1857 - Publicação da obra "Livre des Esprits", de Kardec
- 1858 - Criação, na França, da Sociedade Parisiense de Estudos Espíritas, por Kardec
- 1858 - Lançamento, na França, da "Revue Spirite", por Kardec
- 1858 - Nascimento de William Eglinton
- 1859 - Nascimento de Arthur Conan Doyle
- 1861 - Auto-de-fé de Barcelona
- 1861 - Primeira fotografia espírita (William Mumler, Boston/MA)
- 1865 - Nascimento de Fernando Augusto de Lacerda e Mello
- 1866 - Publicação da obra "Os Quatro Evangelhos ou Revelação da Revelação", por Roustaing, recebido pela Médium Émilie Collignon
- 1867-1882 - London Dialectical Society
- 1869 - Lançamento, no Brasil, do periódico O Écho d'Alêm-Tumulo, por Luís Olímpio Teles de Menezes
- 1869 - Morte de Allan Kardec
- 1874 - Primeiras experiências do académico inglês William Crookes com a médium Florence Cook
- 1874 - Lançamento da revista "Psychische Studien"
- 1874 - Nascimento de Harry Houdini
- 1875 (16 de Junho) - Primeira audiência, em Paris, do chamado "Procés des Spirites", em que foi indiciado Pierre-Gaëtan Leymarie
- 1875 - Fundação da Sociedade Teosófica em Adyar, na Índia
- 1877 - Nascimento de Edgar Cayce
- 1878 - Nascimento de Ngô Văn Chiêu, fundador do Caodaísmo
- 1882 - Fundação da Society for Psychical Research
- 1883 - Lançamento, no Brasil, do periódico Reformador por Augusto Elias da Silva
- 1884 - Fundação da Federação Espírita Brasileira
- 1885 - Fundação da American Society for Psychical Research
- 1885 -  Publicação da obra "O Espiritismo Perante a Ciência" de Gabriel Delanne
- 1885 - 1917 - Psicografia dos romances de Rochester (espírito) pela médium russa Vera Kryzhanovskaia
- 1886 - Nascimento de Pietro Ubaldi
- 1888 - I Congresso Internacional Espiritista em Barcelona
- 1898 - Publicação da obra Cristianismo e Espiritismo de Léon Denis
- 1889 - Congresso espírita e espiritualista internacional em Paris
- 1891 - Início da pesquisa de Cesare Lombroso com Eusápia Paladino
- 1891 - Lançamento, na Rússia, da revista "Rebus" por Aksakof
- 1900 - Congresso espírita e espiritualista internacional em Paris

## Século XX
- 1901 - Experiências, na Itália, de Enrico Morselli com a médium Eusápia Palladino
- 1902 - Em Minas Gerais, fundação do Colégio Allan Kardec, por Eurípedes Barsanulfo
- 1903 - Experiências, em Argel, de Charles Robert Richet e de Gabriel Delanne, com a médium de efeitos físicos Marthe Beráud (depois Eva Carrière)
- 1908 - Manifestação do Caboclo das Sete Encruzilhadas, pelo médium Zélio Fernandino de Moraes, dá origem à Umbanda no Brasil
- 1908 - Em Portugal, publicação do primeiro volume de "Do País da Luz", coletânea de textos psicografados pelo médium Fernando de Lacerda
- 1910 - Nascimento de Francisco Cândido Xavier
- 1910 - Racionalismo cristão, sistematizada por Luís de Matos e Luís Alves Tomás.
- 1910 (14 a 18 de maio) - I Congresso Espírita Universal, em Bruxelas; nele foi criado o "Bureau Internacional du Spiritisme", com sede em Liége, na Bélgica
- 1912 - Constituição da Ordem Mística do Templo da Rosacruz
- 1913 - Início das comunicações através do médium inglês George Vale Owen
- 1913 - Escândalo do periódico "Miroir": fotografias do Dr. Albert von Schrenck-Notzing
- 1916 - Constituição da Igreja Católica Liberal
- 1918 - Fundação do Institut Métapsychique International
- 1920 - Publicação da obra "A Loucura sob Novo Prisma" de Bezerra de Menezes
- 1922 - Congresso Internacional Espírita em Londres
- 1923 - Fundação da International Spiritualist Federation em Liège, na Bélgica
- 1924 (23 de julho) - o nome de Mina Crandon é apresentado como candidato a um prémio oferecido pela revista "Scientific American" a qualquer médium que pudesse demonstrar habilidades de telecinese sob condições cientificamente controladas.
- 1924 - Teoria científica do espiritismo, por Charles Henry
- 1925 - Congresso Internacional Espírita em Paris, organizado pela Federação Espírita Internacional, congrega representantes de 22 países, sob a presidência de Léon Denis
- 1925 (15 a 18 de maio) - Em Portugal, realização do I Congresso Espírita Nacional, promovido pela União Espírita Algarvia
- 1925 - No Brasil, publicação de "Vozes do Além pelo Telephone" de Oscar D'Argonnel, pioneiro da transcomunicação instrumental
- 1926 - No Reino Unido, publicação de "The History of Spiritualism (2 vol.)" de Arthur Conan Doyle
- 1926 - No Reino Unido, publicação de "The Life Beyond the Veil (5 vol.)" de George Vale Owen, com Introdução de Arthur Conan Doyle
- 1926 (Maio) - Em Portugal, constituição da Federação Espírita Portuguesa (FEP)
- 1927 - Nascimento de Divaldo Pereira Franco
- 1927 - Na Inglaterra, é lançada a revista "Light", com conferência de Oliver Lodge, sob os auspícios da Aliança Espírita de Londres.
- 1932 - Publicação de Parnaso de Além-Túmulo de Francisco Cândido Xavier
- 1932 - Nascimento de Waldo Vieira
- 1934 - Na Espanha tem lugar o "V Congresso Internacional de Espiritismo"
- 1934 - Nos EUA Joseph Banks Rhine publica o resultado de suas pesquisas com os fenômenos paranormais
- 1934 - Na Grã-Bretanha, a British Broadcasting Corporation transmite pela primeira vez um programa, de Ernest Oaten, dedicado ao Moderno espiritualismo
- 1937 - Em Atenas, na Grécia é fundada a "Sociedade Metapsíquica Helênica" (depois "Sociedade Metapsíquica de Atenas"). Entre os seus fundadores destaca-se o criminalista grego e antigo professor da Universidade de Atenas, Panes Yotopolos (1878-1965).
- 1939 - Em Roma, na Itália, o regime fascista interrompe a publicação do periódico "Luce e Ombra", que desde 1900 se constituía no principal órgão da pesquisa psíquica italiana. O periódico só voltaria a ser publicado em 1946.
- 1939 - Fundação da União Espiritista de Umbanda do Brasil
- 1940 - O Espiritismo, sob o nome de "Heliosóphia" estabelece-se na Guatemala. A designação surge em obediência às leis daquele país que, à época, proibiam o uso do nome verdadeiro. Desde então, as "Escuelas Heliosophicas", protegidas sob essa denominação, passaram a divulgar a doutrina de Allan Kardec.
- 1941 (de 19 a 26 de Outubro) - Realização do I Congresso Brasileiro de Umbanda pela Federação Espírita de Umbanda
- 1944 - Publicação da obra "Nosso Lar" de Chico Xavier
- 1946 - I Congresso Espírita Pan-Americano em Buenos Aires, na Argentina
- 1948 -  No Rio de Janeiro, realização do I Congresso de Mocidades Espíritas do Brasil
- 1949 - II Congresso Espírita Pan-Americano no Rio de Janeiro, no Brasil, promovido pela Liga Espírita do Brasil
- 1956 - Publicação de "The Search for Bridey Murphy", de Morey Bernstein
- 1961 (de 16 a 23 de Julho) - Realização do II Congresso Brasileiro de Umbanda no auditório da Associação Brasileira de Imprensa no Rio de Janeiro
- 1963 - Fundação do Instituto Brasileiro de Pesquisas Psicobiofísicas, na cidade de São Paulo
- 1966 - Publicação de "Twenty Cases Suggestive of Reincarnation" do canadense Ian Stevenson
- 1973 (de 15 a 21 de Julho) - Realização do III Congresso Brasileiro de Umbanda, no Rio de Janeiro
- 1975 - II Congresso Internacional de Pesquisas Psicotrônicas em Monte Carlo, Mônaco, promovido pela "The International Association for Psichotronic Research".
- 1975 - Publicação de "Vida Depois da Vida" de Raymond Moody
- 1983 - Publicação de "Out on a Limb" de Shirley MacLaine
- 1988 - Publicação de "Muitas Vidas, Muitos Mestres" de Brian Weiss
- 1994 - Em Portugal, realização do II Congresso Nacional de Espiritismo
- 1999 (1 a 3 de outubro) - I Congresso Espírita Brasileiro (Goiânia-GO)
- 1999 - No Brasil, fundação da Associação Médico-Espírita Internacional.

## Século XXI
- 2002 - Morte de Francisco Cândido Xavier